# Capitella teleta
Capitella teleta là sâu polychaete phổ biến ở nhiều nơi trên thế giới. Bộ gen của nó được sắp xếp theo trình tự.